# Marleen Temmerman
Pour les articles homonymes, voir Temmerman.
Marleen Temmerman, née le 24 mars 1953 à Lokeren, est une obstétricienne et femme politique belge flamande, membre du Sp.a.

## Biographie
Elle est docteur en médecine de l'UGent, spécialisée en médecine tropicale à l'Institut Prince Léopold de médecine tropicale d'Anvers et en gynécologie-obstétrique de la Vrije Universiteit Brussel (VUB). Elle est titulaire d'un master en Public Health de l'université libre de Bruxelles (ULB) et agrégée en médecine de l'UGent.
Elle est professeur ordinaire à l'UGent, chef de service obstétrique à l'UZ Gand, directrice de l'International Centre for Reproductive Health de l'UGent.
Elle est membre du comité de direction de l'UZ Gand (depuis 2004), du conseil d'administration de l'Institut Prince Léopold de médecine tropicale d'Anvers et du conseil d'administration de Kind & Gezin (ONE) (depuis 2005).
Dans un texte introduit au Sénat belge, cosigné par plusieurs élus d'autres partis, elle dénonce les propos du pape Benoît XVI sur l'usage du préservatif pour prévenir le sida en Afrique et précise que ces propos constituent un « crime contre l'humanité ».
Elle a également participé à de nombreuses vidéos éducatives en ligne destinées aux femmes enceintes où venant d'accoucher.
Le 8 février 2011, Marleen Temmerman lance l'idée d'une grève du sexe pour sortir la Belgique de son imbroglio politique.
En octobre 2012, elle quitte la politique pour devenir directeur auprès de l'OMS.

## Fonctions politiques
- 2007-2012 : sénatrice élue directe

## Distinctions
- Membre associé de l'Académie royale des sciences d'outre-mer, dans la Classe des sciences naturelles et médicales (21 mars 2005)[4]
- Commandeur de l'ordre de Léopold (8 avril 2006)[5]